# Монте Агила (Чиле)
Монте Агила (шп. Monte Águila) чилеански је локалитет који се налази у регији Биобио, у општини Кабреро, на 6 km јужно од истоименог града.